# جمشید ارجمند
جمشید ارجمند نصر (۲۴ دی ۱۳۱۸ تهران – ۲۳ تیر ۱۳۹۵ تهران) روزنامه‌نگار، مترجم، ترانه‌سرا و منتقد سینمایی ایرانی بود.

## زندگی
جمشید ارجمند در خیابان لاله‌زار، کوچهٔ پیرنیا ۲، روبه‌روی سینما کریستال به دنیا آمد، او در ۱۳۲۵ راهی دبستان قائم مقام در دروازه دولت شد. در دبیرستان، شیفته آموختن زبان فرانسه شد و از سال اول دبیرستان، شوق روزنامه‌نگاری پیدا کرد طوری که در سال دوم دبیرستان، اولین روزنامه چاپی را راه انداخت. خیلی زود در ۱۲ سالگی در آغاز دهه سی و دولت محمد مصدق به عضویت حزب پان ایرانیست درآمد. بعد از کودتای ۲۸ مرداد با وسایل ابتدایی به چاپ اعلامیه می‌پرداخت اما فعالیت‌های سیاسی او را خیلی زود به فعالیت‌های فرهنگی کشاند و در تابستان ۱۳۳۳ در مجله فردوسی زیر نظر ناصر نیرمحمدی آغاز به کار کرد. در همین سال چاپ چند شعر نو در مجله فردوسی و راهنمایی‌های اسماعیل شاهرودی و نصرت رحمانی او را با ادبیات نوین فارسی آشنا کرد.
او همچنین برای گسترش دامنه کار مطبوعاتی‌اش در مجلهٔ سپید و سیاه با مدیریت علی بهزادی داستان‌های کودک ترجمه می‌کرد. در دبیرستان سعید، با پرویز نوری آشنا شد و به پیشنهاد او از سال ۱۳۲۷ شروع به ترجمهٔ مطالب سینمایی کرد.
مرگ مادرش در ۱۳۳۷ طی حادثه‌ای در جلوی چشمان‌اش و مرگ پدر در دو سال بعد زندگی مشقت‌باری را به او تحمیل کرد اما توانست بر مشکلات فایق آید و به دانشگاه برود و هم‌زمان در مجلهٔ فردوسی به مدیریت نعمت‌الله جهانبانویی و ستارهٔ سینما به سردبیری پرویز نوری به کار ترجمه و انتشار مقاله بپردازد.
در ۱۳۴۰ به دلیل فعالیت‌های سیاسی در چارچوب جبهه ملی دو بار دستگیر و در زندان قزل‌قلعه زندانی شد. در سال ۱۳۴۱ در تظاهرات دانشجویی مورد ضرب و جرح شدیدی قرار گرفت.
سال ۱۳۴۲ از دانشکدهٔ حقوق فارغ‌التحصیل شد و با روشنک کشاورز، فرزند سید محمدعلی کشاورز سخنگوی جبهه ملی دوم، ازدواج کرد. تحصیل فوق‌لیسانس مدیریت اداری را آغاز کرد که البته ناتمام ماند. در همین سال در مؤسسهٔ تحقیقات اقتصادی با سمت محقق استخدام شد که امکان تحقیق و سفر به مناطق مختلف ایران و انتشار پژوهش‌هایش در فصلنامه تحقیقات اقتصادی را برای او فراهم آورد. نخستین فرزندش در سال بعد ۵ مرداد ۱۳۴۳ به دنیا آمد که به یاد محمد مصدق نام او را «محمد» گذاشت. چهار سال بعد در آذر ۱۳۴۶ دخترش لیلا به دنیا آمد. در این سال‌ها هر چند دو سال را در سربازی گذراند اما به فعالیت‌های مطبوعاتی و ترجمه و تألیف و نقد سینمایی نیز پرداخت و در سال ۱۳۴۵ مجمع منتقدان فیلم را بنیانگذاری کرد و در همین سال به عنوان عضو هیئت داوران منتقدان سینمایی در جشنوارهٔ فیلم کودک و نوجوان انتخاب شد.
در این دوران ارجمند چندین ترانه ماندگار سرود که از میان آنها می‌توان به ترانه «دامن کشان» با آهنگسازی خاچاطور آگدیسیان و خوانندگی ویگن و «دلم را بی‌خبر می‌بری» با تنظیم جواد معروفی و بر اساس ملودی بومی تاکستانی و اجرای الهه و «بستر گلها» با آهنگسازی حبیب اله بدیعی در آواز افشاری و اجرای کوروس سرهنگ زاده اشاره کرد.
در ۱۳۴۸ به فرانسه رفت تا مطالعات تخصصی در دورهٔ دکترای سیکل سوم دانشگاه اکس-مارسی، رشته اقتصاد و تبلیغات جهانگردی را پی بگیرد. در همین سال ترجمه نخستین کتاب‌اش را به پایان برد و با بازگشت به کشور در سال بعد، به فعالیت‌های گسترده و مداوم به ترجمه و تألیف پرداخت. او در سال ۱۳۴۹ و پس از نمایش فیلم قیصر، به حمایت تمام قد از مسعود کیمیایی پرداخت و از همان زمان، دوستی پایداری میان‌شان شکل گرفت. در اوائل سال ۵۳، پس از سکته‌ای شدید و بهبودی، با همکاری محمود خوشنام، داریوش آشوری، چنگیز پهلوان و مهشید امیرشاهی، ماهنامه فرهنگی -هنری رودکی را بنیان نهاد، در سال ۵۶، دوباره دچار سکته شد و برای عمل جراحی پیوند شریان، راهی انگلستان شد. در سال ۵۷، سرپرست ویرایش مرکز ایرانی مطالعه و فرهنگ‌ها شد اما این کار را خیلی زود رها کرد و به کارهای مطبوعاتی روی آورد و با آشنایی با عمید و کیومرث نائینی، شهروز جویانی و قائد، به روزنامه آیندگان رفت.
بعد از انقلاب بهمن ۱۳۵۷ در سال ۱۳۵۸ کار در هیئت تحریریه روزنامه هفتگی طنز «آهنگر» به سردبیری منوچهر محجوبی را آغاز کرد و با تعطیلی این هفته‌نامه در سرویس خارجی روزنامه بامداد شروع به کار کرد که این روزنامه هم تعطیل شد و او در روزنامه میزان مشغول کار شد و این روزنامه هم به سرنوشت آن دو نشریه دچار شد و به کام تعطیلی رفت. پس از آن، در سال ۶۰، سردبیر مجله علمی شد و سه سال بعد نیز یعنی در سال ۱۳۶۳ بازنشسته اما در انجمن مدیران صنایع به عنوان ویراستار مشغول به کار شد. در سال ۶۴ با عنوان ویراستار بخش اقتصادی به استخدام مرکز نشر دانشگاهی درآمد.
بیماری قلبی ارجمند در سال ۶۶ یک بار دیگر او را راهی انگلستان کرد اما پس از بازگشت از لندن، به کار در ماهنامه صنعت حمل و نقل مشغول شد. در سال ۷۲، فصل‌نامه علمی - پژوهشی اقتصاد کشاورزی و توسعه را برای مرکز مطالعات، برنامه‌ریزی و اقتصاد کشاورزی بنیان‌گذاری کرد و این نشریه تا سال ۸۰ به کارش ادامه داد. ارجمند در فاصله سال‌های ۷۷ تا ۸۰ فعالیت‌هایی از جمله: انتشار کتاب‌های اصفهان، تصویر بهشت، گربه روی شیروانی داغ، دستنامه شیوه نگارش، میان‌پرده و مینیاتور ایرانی دارد. او در سال ۷۹ به تدریس مباحث نظری سینما در مدرسه عالی سینمایی سوره اصفهان می‌پرداخت و در سال ۸۰، داور بیستمین جشنواره فیلم فجر بود و در مؤسسه آزاد فیلم و کارنامه هم تدریس می‌کرد، در همین سال، به خاطر ناراحتی قلبی بار دیگر جراحی شد. در سال ۸۲، با بانک کشاورزی همکاری می‌کرد و سردبیر فصل‌نامه «بانک و کشاورزی» شد، سال بعد، باز هم به عنوان داور به جشنواره فیلم کوتاه اصفهان رفت، در این سال، یک بار دیگر تحت جراحی قلب قرار گرفت اما پس از سال ۸۴ و زمانی که به همت زاون قوکاسیان و حسین رسول‌اف در خانه هنرمندان از او تقدیر کردند، خانه‌نشین شد.
جمشید ارجمند پس از دو بار جراحی قلب در روز ۲۳ تیرماه ۱۳۹۵ بر اثر عفونت و نارسایی قلبی در بیمارستان شهدای تجریش درگذشت.

## آثار

### تألیف
1. - ۱۳۵۱ دربارهٔ چند سینماگر(۲و۱)، نشر و پژوهش کتاب جار.
2. - ۱۳۵۱ در بارهٔ سینما، نشر و پخش کتاب جار.
3. - ۱۳۵۲فیلم ساختن، انتشارات مروارید.
4. - ۱۳۵۳ سینماگر، نشر و پخش کتاب جار.
5. - ۱۳۷۲ دستور خط و نگارش، مرکز مطالعات برنامه‌ریزی و اقتصاد کشاورزی.
6. - دست‌نامهٔ شیوهٔ نگارش، سازمان مدیریت صنعتی.
7. - ۱۳۷۷ گربه روی شیروانی داغ و ۲۱ فیلم-قصهٔ دیگر، انتشارات روزنه‌کار.
8. - ۱۳۷۹ میان پرده، گل‌آقا.

### ترجمه
1. - ۱۳۵۱ حقوق نویسنده، آلکساندر سولژنیتسین، انتشارات مروارید
2. - ۱۳۵۲ جامعه‌شناسی رادیو و تلویزیون، ژان کازنو، انتشارات سروش
3. - ۱۳۵۴ چهرهٔ عریان آمریکا، روژه کان، سازمان انتشاراتی و فرهنگی ابتکار.
4. - ۱۳۶۲ جنبش مقاومت ایرلند، روژه خالیگو، انتشارات خوارزمی.
5. - ۱۳۶۳ نیکلا کوچولو، سامپه (تصویرگر)، گوسینی (نویسنده)، نشر شینلام.
6. - ۱۳۶۳ دنیای کوچک دن کامیلو، جووانی گوارسکی، نشر تهران فاریاب، چاپ‌های بعد نشر پرواز.
7. - ۱۳۶۸ تاریخچهٔ رادیو و تلویزیون، پیر آلبر، آندره ژان تودسک، سازمان انتشارات و آموزش انقلاب اسلامی.
8. - ۱۳۷۷ سنگ قیصر، جستجوی خط مبارزه در آثار مسعود کیمیایی، پیر بالدوکی، بهرام شیراوژن، فرهنگ کاوش.
9. - ۱۳۷۷ اصفهان، تصویر بهشت، هانری استیرلن (با مقدمهٔ هانری کربن)، نشر و پژوهش فرزان روز.
10. - ۱۳۷۸ نقد فیلم، (نمونه‌هایی از نقدهای دهه ۱۳۴۰ تا ۱۳۷۰، انتشارات فانوس خیال
11. - ۱۳۷۹ مینیاتور ایرانی، رنگ‌های نور: آینه و باغ، یوسف اسحاق‌پور، نشر و پژوهش فرزان روز.
12. - ۱۳۸۰ شوهر مدرسه‌ای، جووانی گوارسکی، نشر کتاب پرواز.
13. - ۱۳۸۲ آیین هندو و عرفان اسلامی، داریوش شایگان، نشر و پژوهش فرزان روز. (برندهٔ کتاب سال ایران)
14. - ۱۳۸۸ ایرانیان، یونانیان و رومیان، یوزف ویسهوفر، نشر و پژوهش فرزان روز.

### ویرایش
جمشید ارجمند بیش از صد کتاب را ویراستاری کرده‌است که تعدادی از آن‌ها عبارت‌اند از:
- ارض ملکوت: هانری کربن
- زوال تمدن سوداگری: رابرت هایل برونر
- شمال و جنوب: ویلی برانت
- ترس، امید و پیش‌داوری: هرمز همایون‌پور
- ژاپن کشور شماره یک: ازرا وگل
- فرشتهٔ عدالت و پاره‌های دوزخ: مهرانگیز کار
- جسدهای شیشه‌ای، کارِ مسعود کیمیایی